# Waldenbourg (Bade-Wurtemberg)
Pour les articles homonymes, voir Waldenbourg.
Waldenbourg (en allemand Waldenburg, château de la forêt) est une ville du Bade-Wurtemberg de l'arrondissement de Hohenlohe qui était autrefois la résidence d'une branche catholique de la famille Hohenlohe, les Hohenlohe-Waldenbourg.

## Armoiries
Le Blason de Waldenbourg représente en haut la forêt, en bas le guépard des Hohenlohe.